# Estación Reformita
La Estación Reformita es una de las estaciones del eje sur del Transmetro de la Ciudad de Guatemala.
Está ubicada sobre la Calzada Aguilar Batres en las zonas 11 y 12 de la Ciudad de Guatemala, a inmediaciones de la Colonia La Reformita.
- Datos: Q21002825